# Trachyopella atomus
Trachyopella atomus – gatunek muchówki z rodziny Sphaeroceridae i podrodziny Limosininae.
Gatunek ten opisany został w 1880 roku przez Camillo Róndaniego jako Elachisoma atomus.
Muchówka o ciele długości od 0,5 do 0,75 mm. Tułów jej cechuje się nagą tarczką ze szczecinkami tylko wzdłuż tylnego brzegu oraz matowym śródpleczem. Skrzydła mają barwę mlecznobiałą, bardzo małe i spiczaste płatki skrzydłowe, a szczecinki na pierwszym sektorze żyłki kostalnej co najwyżej dwukrotnie dłuższe niż na drugim jej sektorze. Żadna ze szczecinek na wspomnianej żyłce nie jest ustawiona pod kątem prostym do powierzchni skrzydła. Użyłkowanie odznacza się ostro zakrzywioną ku przodowi i zakończoną pod ostrym kątem z żyłką kostalną żyłką radialną R4+5, wyraźnie ku przodowi zakrzywioną, bardzo krótką i położoną bardzo blisko żyłki kostalnej żyłką R2+3, żyłką medialną M3+4 dochodzącą prawie do krawędzi skrzydła oraz odległością między przednią i tylną żyłką poprzeczną większą niż długość tej ostatniej. Środkowa para odnóży ma pierwszy człon stopy pozbawiony długiej szczecinki na spodzie, a goleń z jedną szczecinką grzbietową. Tylna para odnóży nie ma przedwierzchołkowych szczecinek ani kolców po spodniej stronie goleni, a na ich stronie grzbietowej bark długiego włoska przedwierzchołkowego. Stopy odnóży nie są krótkie ani szerokie. Odwłok jest niespłaszczony i niepunktowany, u samca bez kępek włosków po bokach piątego segmentu, a u samicy z włosowatymi szczecinkami na szczytach przysadek odwłokowych.
Owad znany z Hiszpanii, Wielkiej Brytanii, Belgii, Holandii, Niemiec, Szwecji, Szwajcarii, Włoch, Polski, Czech, Słowacji, Węgier, Rumunii, Malty, Madery, Azorów, wschodniej Palearktyki i krainy etiopskiej.